# Gustaf Karlson
Gustaf Sigfrid Karlson, född 24 maj 1886 i Västerås-Barkarö socken i Västmanlands län, död 12 oktober 1946 i Gustav Vasa församling i Stockholm, var en svensk ungdomsledare och folkdansare.

## Biografi
Från 1906  tillhörde han Skansens folkdanslag, och blev senare styrelseledamot i både Apell och Brage gille. Från 1908 var han var en av samkvämsledarna i Kulturella Ungdomsrörelsen (KUR), och blev 1914 en av grundarna till Kulturella Folkdansgillet (KFG). Han var också en drivande kraft när föreningen byggde gården Solsäter i Tyresö. Likaså var han drivande när Stockholms folkdansföreningars centralkommitté bildades 1919. Året därpå var han en av initiativtagarna vid bildandet av Svenska Folkdansringen på Skansen, och han blev dess förste ordförande. Han var sedan ordförande till 1943, då han valdes till hedersordförande, och kvarstod i styrelsen till 1945. Han var också en drivande kraft när man beslöt att samla in och trycka upp beskrivningar över folkdanser 1923, Svenska Folkdanser, för att dansföreningarna runt om i Sverige skulle få en enhetlig uppfattning om hur danserna skulle utföras.  Han redigerade de fyra första upplagorna, liksom boken Samkväms- och gillesdanser 1941. Likaså var han drivande när Ungdomsringen inledde samarbete med Hemslöjdsföreningarna för att ta fram mer korrekta bygdedräkter. . 
Han bodde på Hälsingegatan de sista 20 åren, nära Vasa Real där han arbetade som vaktmästare. På Vasa Real låg expeditionen för Svenska Ungdomsringen under många år. Där startades också 1926 de populära samkvämen med inbjudna spelmän, och där lärdes dans ut till ungdomar. Samkvämen pågick till början av 1960-talet.
På Karlsons initiativ kontaktades änkefru Emma Zorn 1930 med anhållan om att få använda hennes makes spelmansmärke som utmärkelse för spelmännen, vilket resulterade i Zornmärkesuppspelningarna från 1933. Han var också med och drev den 3:e internationella folkdansstämman 1939, på olika platser i Stockholm. 1943 blev han hedersordförande i Svenska Ungdomsringen. För sina insatser belönades han med Hazeliusmedaljen i silver och Vasaorden 1946.
Han gifte sig 11 juni 1922 med Beda Henrietta (Harriet), född Hagman 30 december 1900.